# Zorraquín
Zorraquín tỉnh và cộng đồng tự trị La Rioja, phía bắc Tây Ban Nha. Đô thị này có diện tích là 6,4 ki-lô-mét vuông, dân số năm 2009 là 83 người với mật độ 12,89 người/km². Đô thị này có cự ly 62 km so với Logroño.